# Paulo Jobim Filho
Paulo Jobim Filho (Manaus, 1952) é um cientista social, professor universitário aposentado e político brasileiro.

## Biografia

### Família
Paulo Jobim Filho é filho do Paulo Vinhas Jobim (falecido em 1986), advogado da extinta Rede Ferroviária Federal (RFFSA), e de Judith Chaves Jobim (falecida em 2012). Seu avô paterno, Manoel Anísio Jobim (1877-1971), natural de Anadia, em Alagoas, foi juiz de direito, político e historiador no Amazonas. O Complexo Penitenciário Anísio Jobim, em Manaus, foi nomeado em sua homenagem. Já o pai de Anísio Jobim e bisavô de Jobim Filho foi o historiador e geógrafo Nicodemos de Souza Moreira Jobim (1836-1913), autor do livro "História de Anadia".

### Formação e carreira acadêmica
Formado pela Escola Naval, Paulo Jobim Filho atingiu na ativa o posto de primeiro-tenente, tendo sido mais tarde diplomado no Curso Superior de Guerra (ministrado pela Escola Superior de Guerra), por indicação do Ministério da Fazenda. Graduou-se em Economia na Universidade de Brasília (UnB) e é mestre em ciências sociais pela Pontifícia Universidade Católica do Rio de Janeiro (PUCRJ). Foi Professor assistente na UnB de 1976 a 2004.

### Carreira pública
Funcionário público de carreira da Secretaria da Receita Federal do Brasil, Jobim Filho foi Diretor-Geral da extinta Escola de Administração Fazendária (ESAF) do Ministério da Fazenda. Entre 1992 e 1993, ocupou o cargo de Superintendente da Receita Federal na 7ª Região Fiscal no Espírito Santo e no Rio de Janeiro; ocupou ainda os cargos de Secretário-Geral Adjunto do Ministério da Fazenda; Diretor-Superintendente do Serviço Federal de Processamento de Dados (Serpro); e Assessor Especial do Ministério da Fazenda.
Exerceu o cargo de Secretário-Executivo do Ministério da Indústria, do Comércio e do Turismo de maio de 1996 a janeiro de 1999, presidido na época por Francisco Dornelles e depois por José Botafogo Gonçalves.
Foi ministro do Trabalho no governo Fernando Henrique Cardoso, de 8 de abril de 2002 a 1 de janeiro de 2003.
Em janeiro de 2009, durante a gestão de Eduardo Paes, assumiu a Secretaria de Administração da cidade do Rio de Janeiro. Presidiu as Centrais de Abastecimento do Estado do Rio de Janeiro (Ceasa-RJ) no período de janeiro de 2015 a janeiro de 2017.[carece de fontes?]
Exerceu, até janeiro de 2019, o cargo de Assessor da Diretoria Executiva da Nuclebrás Equipamentos Pesados S.A (Nuclep), empresa estatal. 
Em abril de 2019, durante a gestão de Marcelo Crivella no Rio de Janeiro, assumiu o cargo de Secretário Especial de Turismo do Município. Em maio de 2020, foi deslocado para a Secretaria Municipal de Transportes.

### Autor
Publicou o livro Uma Metodologia para p Planejamento e o Desenvolvimento de Sistemas de Informação (1979).